# Йозеф Траунштайнер
Йозеф Траунштайнер (нім. Joseph Traunsteiner; 18 грудня 1798, Кітцбюхель, Тіроль — 19 березня 1850, там само) — німецький ботанік, аптекар і громадський діяч.

## Життя
Народився в сім'ї скромного аптекаря в Тіролі. Батько зміг забезпечити йому лише середню освіту у місцевій школі. Його замилування до ботаніки розвинулось у ранні роки через самоосвіту і було підпорядковане вивченню аптекарської науки, якою він два роки займався у Бріксені на вимогу батька. У 1820 він вступив до Віденської вищої школи, де ще вивчав ботаніку й хімію, паралельно заробляючи на шматок хліба. Після повернення він допомагав хворобливому і не надто доброзичливому батькові провадити його аптеку. Його роботу і життя скрашували заняття ботанікою та формування власної ботанічної бібліотеки за скупі важко заощаджені кошти. У 1828 році він потоваришував з Антоном Заутером, лікарем крайового суду в Кітцбюхелі, і ця дружба тривала аж до самої його смерті в 1850 році. разом з Заутером вони старанно досліджували навколишню флору, збагачуючи і доповнюючи їхні гербарії. після смерті батька в 1829 році Йозеф Траунштайнер перейняв його аптеку, але далі жив дуже скромним життям, часто відживляючись майже самим молоком.

## Діяльність
Свої наукові зусилля Йозеф Траунштайнер спрямовував на формування якнайповнішої Флори Кітцбюхеля нім. Flora Kitzbüchels, до якої він особисто доклав кілька вагомих внесків, знайшовши і описавши два види Draba traunsteineri Hoppe, Orchis traunsteineri Sauter, а також зробивши вагомий внесок своїми матеріалами до книжки Франца Унґера Werk über die Vegetationsverhältnisse im nordöstlichen Tirol lieferte er viele Materialien. Він також доклався до звіту Інсбрукської спілки Фердінандеум нім. Innsbrucker Verein Ferdinandeum, до Гербарію флори Німеччини Генріха Райхенбаха (лат. Herbarium florae germanicae) та до «Флори», виданої в Реґенсбурзі. Він листувався і обмінювався інформацією та матеріалами з численними ботаніками Німеччини і світу. В 1930 році Реґенсбурзьке ботанічне товариство обрало його членом-кореспондентом. На честь ботаніка його колегою Генріхом Райхенбахом названий рідкісний альпійський рід кулезозулинець (Traunsteinera) з одним видом кулезозулинець кулястий (Traunsteinera globosa), або траунштейнера куляста.
Попри роботу аптекарем, біологічні захоплення та особисті обов'язки, він віддав данину служінню громаді, ставши в 1840 році, після довгих прохань і подань громадян, бургомістром Кітцбюхеля на три роки, а після того ще три роки служачи радником. Також він представляв інтереси Кітцбюхеля в земельному уряді — Ляндсраті. Його діяльність на цих посадах позначена турботою про потребуючих, захистом законних прав та самопосвятою. Після революційних подій 1848 року він відійшов від політичної діяльності, присвятивши себе улюбленим рослинам.
Помер у віці 52 років, залишивши після себе чотирьох дітей та ідеально організований Гербарій німецької флори.

## Галерея

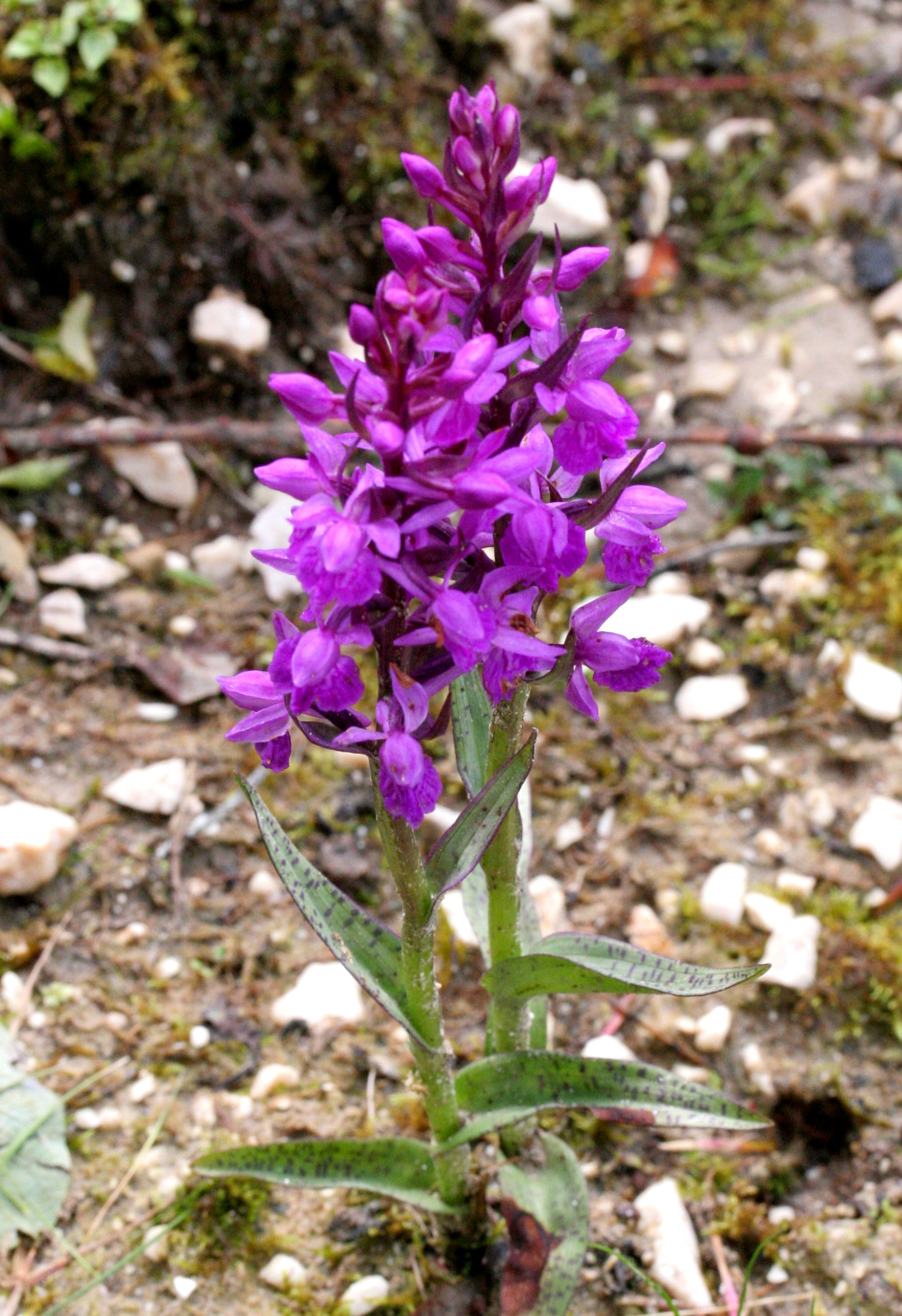
Зозульки Траунштайнера
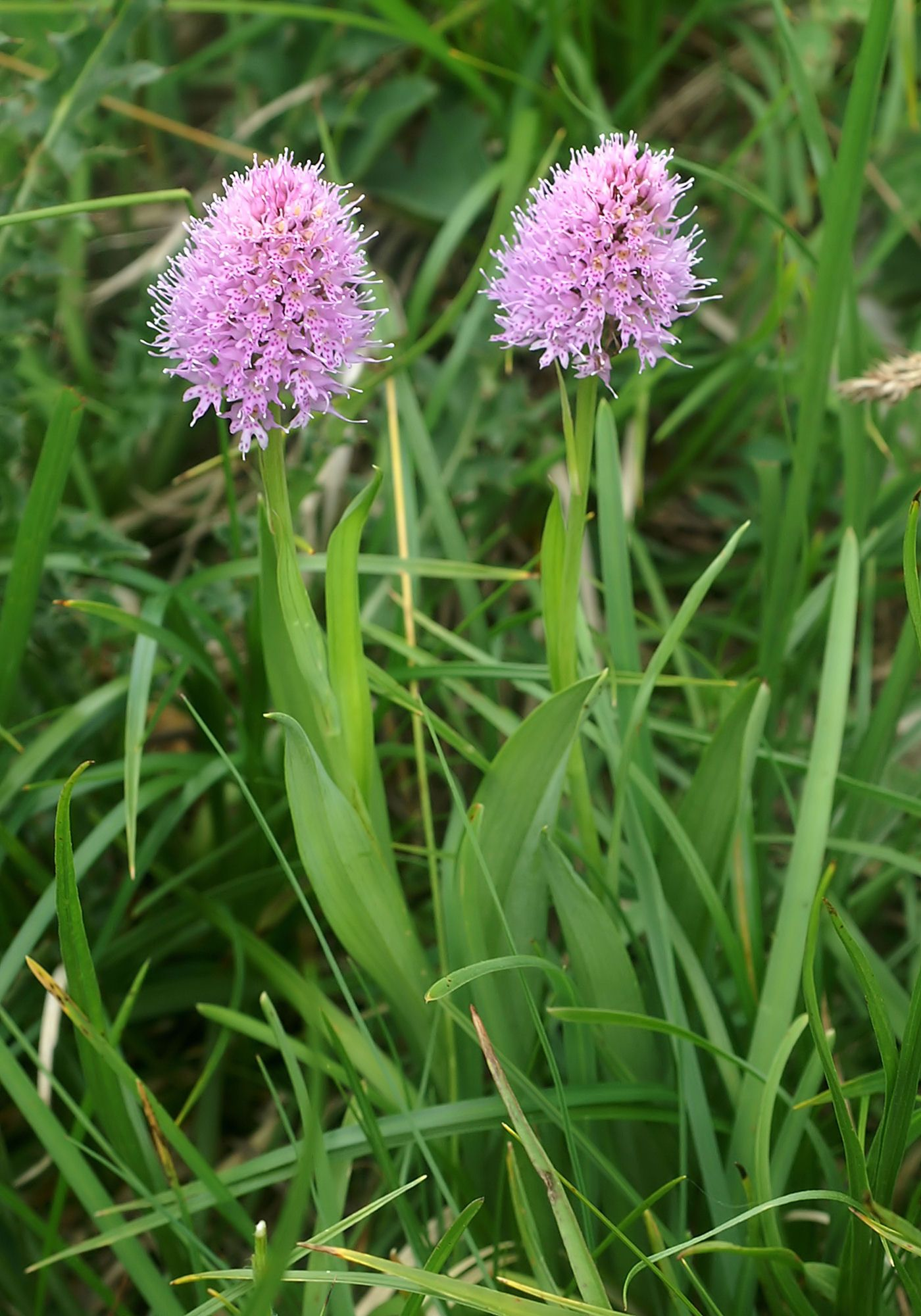
Кулезозулинець кулястий (траунштейнера куляста)